# 墨脱唇柱苣苔
墨脱唇柱苣苔（学名：Chirita dimidiata）为苦苣苔科唇柱苣苔属下的一个种。

## 扩展阅读
維基物種上的相關：墨脱唇柱苣苔